# Tour Poitou-Charentes en Nouvelle-Aquitaine 2023
Le Tour Poitou-Charentes en Nouvelle-Aquitaine 2023, la 37e édition de cette course cycliste par étapes masculine, a lieu en France du 22 au 25 août 2023. Il se déroule entre Confolens et Poitiers, fait partie du calendrier UCI Europe Tour 2023 en catégorie 2.1.

## Présentation

### Parcours
Cette édition est tracée sur cinq étapes en quatre jours.

### Équipes
| WorldTeams (4)- Groupama-FDJ - AG2R Citroën Team - Cofidis - Arkéa-Samsic ProTeams (9)- TotalEnergies - Bolton Equities Black Spoke Pro Cycling - Caja Rural-Seguros RGA - Eolo-Kometa - Green Project-Bardiani CSF-Faizanè - Human Powered Health - Team Corratec-Selle Italia - Tudor Pro Cycling Team - Uno-X Pro Cycling Team Équipes continentales (5)- Van Rysel-Roubaix Lille Métropole - Nice Métropole Côte d'Azur - Saint Michel-Mavic-Auber 93 - CIC U Nantes Atlantique - Allinq Continental Cycling Team |
| |

### Diffusion
Les étapes 1, 2 et 4 sont diffusées sur France 3 Poitou-Charentes et France 3 Limousin, tandis que les troisièmes étapes sont diffusées sur France 3 NoA.

## Étapes
| Étape      | Date    | Villes étapes                     | type                        | Distance (km) | Vainqueur d'étape | Leader du classement général |
| ---------- | ------- | --------------------------------- | --------------------------- | ------------- | ----------------- | ---------------------------- |
| 1re étape  | 22 août | Confolens – Matha                 | étape de plaine             | 195,2         | Søren Wærenskjold | Søren Wærenskjold            |
| 2e étape   | 23 août | Aulnay – Bressuire                | étape de plaine             | 185,7         | Paul Penhoët      | Paul Penhoët                 |
| 3e a étape | 24 août | Coussay-les-Bois – La Roche-Posay | étape de plaine             | 94,1          | Samuele Rivi      | Paul Penhoët                 |
| 3e b étape | 24 août | La Roche-Posay – La Roche-Posay   | contre-la-montre individuel | 22,1          | Bruno Armirail    | Søren Wærenskjold            |
| 4e étape   | 25 août | Moncoutant-sur-Sèvre – Poitiers   | étape de plaine             | 170,4         | Marc Sarreau      |                              |

## Déroulement de la course

### 1reétape
| \| Classement de l'étape \| Classement de l'étape \| Classement de l'étape \| Classement de l'étape \| Classement de l'étape \| \| Coureur \| Coureur \| Pays \| Équipe \| Temps \| \| --------------------- \| --------------------- \| --------------------- \| ---------------------------------- \| --------------------- \| \| 1er \| Søren Wærenskjold \| Norvège \| Uno-X Pro Cycling Team \| \| \| 2e \| Giovanni Lonardi \| Italie \| Eolo-Kometa \| \| \| 3e \| Paul Penhoët \| France \| Groupama-FDJ \| \| \| 4e \| Jason Tesson \| France \| TotalEnergies \| \| \| 5e \| Rudy Barbier \| France \| Saint Michel-Mavic-Auber 93 \| \| \| 6e \| Iúri Leitão \| Portugal \| Caja Rural-Seguros RGA \| \| \| 7e \| Filippo Fiorelli \| Italie \| Green Project-Bardiani CSF-Faizanè \| \| \| 8e \| Rait Ärm \| Estonie \| Van Rysel-Roubaix Lille Métropole \| \| \| 9e \| Max Walscheid \| Allemagne \| Cofidis \| \| \| 10e \| Bart Lemmen \| Pays-Bas \| Human Powered Health \| \| |                   |           |                                    |       |
| |                   |           |                                    |       |
| |                   |           |                                    |       |
| Classement de l'étape |                   |           |                                    |       |
| Coureur | Coureur           | Pays      | Équipe                             | Temps |
| 1er | Søren Wærenskjold | Norvège   | Uno-X Pro Cycling Team             |       |
| 2e | Giovanni Lonardi  | Italie    | Eolo-Kometa                        |       |
| 3e | Paul Penhoët      | France    | Groupama-FDJ                       |       |
| 4e | Jason Tesson      | France    | TotalEnergies                      |       |
| 5e | Rudy Barbier      | France    | Saint Michel-Mavic-Auber 93        |       |
| 6e | Iúri Leitão       | Portugal  | Caja Rural-Seguros RGA             |       |
| 7e | Filippo Fiorelli  | Italie    | Green Project-Bardiani CSF-Faizanè |       |
| 8e | Rait Ärm          | Estonie   | Van Rysel-Roubaix Lille Métropole  |       |
| 9e | Max Walscheid     | Allemagne | Cofidis                            |       |
| 10e | Bart Lemmen       | Pays-Bas  | Human Powered Health               |       |

| \| Classement général \| Classement général \| Classement général \| Classement général \| Classement général \| \| Coureur \| Coureur \| Pays \| Équipe \| Temps \| \| ------------------ \| ------------------- \| ------------------ \| ---------------------------------- \| ------------------ \| \| 1er \| Søren Wærenskjold \| Norvège \| Uno-X Pro Cycling Team \| \| \| 2e \| Scott McGill \| États-Unis \| Human Powered Health \| + 1 s \| \| 3e \| Giovanni Lonardi \| Italie \| Eolo-Kometa \| + 4 s \| \| 4e \| Diego Pablo Sevilla \| Espagne \| Eolo-Kometa \| + 4 s \| \| 5e \| Paul Penhoët \| France \| Groupama-FDJ \| + 6 s \| \| 6e \| Maël Guégan \| France \| CIC U Nantes Atlantique \| + 7 s \| \| 7e \| Jason Tesson \| France \| TotalEnergies \| + 10 s \| \| 8e \| Rudy Barbier \| France \| Saint Michel-Mavic-Auber 93 \| + 10 s \| \| 9e \| Iúri Leitão \| Portugal \| Caja Rural-Seguros RGA \| + 10 s \| \| 10e \| Filippo Fiorelli \| Italie \| Green Project-Bardiani CSF-Faizanè \| + 10 s \| |                     |            |                                    |        |
| |                     |            |                                    |        |
| |                     |            |                                    |        |
| Classement général |                     |            |                                    |        |
| Coureur | Coureur             | Pays       | Équipe                             | Temps  |
| 1er | Søren Wærenskjold   | Norvège    | Uno-X Pro Cycling Team             |        |
| 2e | Scott McGill        | États-Unis | Human Powered Health               | + 1 s  |
| 3e | Giovanni Lonardi    | Italie     | Eolo-Kometa                        | + 4 s  |
| 4e | Diego Pablo Sevilla | Espagne    | Eolo-Kometa                        | + 4 s  |
| 5e | Paul Penhoët        | France     | Groupama-FDJ                       | + 6 s  |
| 6e | Maël Guégan         | France     | CIC U Nantes Atlantique            | + 7 s  |
| 7e | Jason Tesson        | France     | TotalEnergies                      | + 10 s |
| 8e | Rudy Barbier        | France     | Saint Michel-Mavic-Auber 93        | + 10 s |
| 9e | Iúri Leitão         | Portugal   | Caja Rural-Seguros RGA             | + 10 s |
| 10e | Filippo Fiorelli    | Italie     | Green Project-Bardiani CSF-Faizanè | + 10 s |

### 2eétape
| \| Classement de l'étape \| Classement de l'étape \| Classement de l'étape \| Classement de l'étape \| Classement de l'étape \| \| Coureur \| Coureur \| Pays \| Équipe \| Temps \| \| --------------------- \| --------------------- \| --------------------- \| ---------------------------------- \| --------------------- \| \| 1er \| Paul Penhoët \| France \| Groupama-FDJ \| \| \| 2e \| Romain Cardis \| France \| Saint Michel-Mavic-Auber 93 \| + 2 s \| \| 3e \| Valentin Retailleau \| France \| AG2R Citroën Team \| + 2 s \| \| 4e \| Antoine Raugel \| France \| AG2R Citroën Team \| + 2 s \| \| 5e \| Giovanni Lonardi \| Italie \| Eolo-Kometa \| + 2 s \| \| 6e \| Scott McGill \| États-Unis \| Human Powered Health \| + 2 s \| \| 7e \| Filippo Fiorelli \| Italie \| Green Project-Bardiani CSF-Faizanè \| + 2 s \| \| 8e \| Eduard Prades \| Espagne \| Caja Rural-Seguros RGA \| + 2 s \| \| 9e \| Bart Lemmen \| Pays-Bas \| Human Powered Health \| + 2 s \| \| 10e \| Léo Danès \| France \| CIC U Nantes Atlantique \| + 2 s \| |                     |            |                                    |       |
| |                     |            |                                    |       |
| |                     |            |                                    |       |
| Classement de l'étape |                     |            |                                    |       |
| Coureur | Coureur             | Pays       | Équipe                             | Temps |
| 1er | Paul Penhoët        | France     | Groupama-FDJ                       |       |
| 2e | Romain Cardis       | France     | Saint Michel-Mavic-Auber 93        | + 2 s |
| 3e | Valentin Retailleau | France     | AG2R Citroën Team                  | + 2 s |
| 4e | Antoine Raugel      | France     | AG2R Citroën Team                  | + 2 s |
| 5e | Giovanni Lonardi    | Italie     | Eolo-Kometa                        | + 2 s |
| 6e | Scott McGill        | États-Unis | Human Powered Health               | + 2 s |
| 7e | Filippo Fiorelli    | Italie     | Green Project-Bardiani CSF-Faizanè | + 2 s |
| 8e | Eduard Prades       | Espagne    | Caja Rural-Seguros RGA             | + 2 s |
| 9e | Bart Lemmen         | Pays-Bas   | Human Powered Health               | + 2 s |
| 10e | Léo Danès           | France     | CIC U Nantes Atlantique            | + 2 s |

| \| Classement général \| Classement général \| Classement général \| Classement général \| Classement général \| \| Coureur \| Coureur \| Pays \| Équipe \| Temps \| \| ------------------ \| ------------------- \| ------------------ \| --------------------------------------- \| ------------------ \| \| 1er \| Paul Penhoët \| France \| Groupama-FDJ \| \| \| 2e \| Søren Wærenskjold \| Norvège \| Uno-X Pro Cycling Team \| + 6 s \| \| 3e \| Scott McGill \| États-Unis \| Human Powered Health \| + 7 s \| \| 4e \| Giovanni Lonardi \| Italie \| Eolo-Kometa \| + 10 s \| \| 5e \| Romain Cardis \| France \| Saint Michel-Mavic-Auber 93 \| + 10 s \| \| 6e \| Diego Pablo Sevilla \| Espagne \| Eolo-Kometa \| + 10 s \| \| 7e \| Filippo Fiorelli \| Italie \| Green Project-Bardiani CSF-Faizanè \| + 16 s \| \| 8e \| Bart Lemmen \| Pays-Bas \| Human Powered Health \| + 16 s \| \| 9e \| Rory Townsend \| Irlande \| Bolton Equities Black Spoke Pro Cycling \| + 16 s \| \| 10e \| Léo Danès \| France \| CIC U Nantes Atlantique \| + 16 s \| |                     |            |                                         |        |
| |                     |            |                                         |        |
| |                     |            |                                         |        |
| Classement général |                     |            |                                         |        |
| Coureur | Coureur             | Pays       | Équipe                                  | Temps  |
| 1er | Paul Penhoët        | France     | Groupama-FDJ                            |        |
| 2e | Søren Wærenskjold   | Norvège    | Uno-X Pro Cycling Team                  | + 6 s  |
| 3e | Scott McGill        | États-Unis | Human Powered Health                    | + 7 s  |
| 4e | Giovanni Lonardi    | Italie     | Eolo-Kometa                             | + 10 s |
| 5e | Romain Cardis       | France     | Saint Michel-Mavic-Auber 93             | + 10 s |
| 6e | Diego Pablo Sevilla | Espagne    | Eolo-Kometa                             | + 10 s |
| 7e | Filippo Fiorelli    | Italie     | Green Project-Bardiani CSF-Faizanè      | + 16 s |
| 8e | Bart Lemmen         | Pays-Bas   | Human Powered Health                    | + 16 s |
| 9e | Rory Townsend       | Irlande    | Bolton Equities Black Spoke Pro Cycling | + 16 s |
| 10e | Léo Danès           | France     | CIC U Nantes Atlantique                 | + 16 s |

### 3ea étape
| \| Classement de l'étape \| Classement de l'étape \| Classement de l'étape \| Classement de l'étape \| Classement de l'étape \| \| Coureur \| Coureur \| Pays \| Équipe \| Temps \| \| --------------------- \| --------------------- \| --------------------- \| ---------------------------------- \| --------------------- \| \| 1er \| Samuele Rivi \| Italie \| Eolo-Kometa \| \| \| 2e \| Davide Gabburo \| Italie \| Green Project-Bardiani CSF-Faizanè \| + 1 s \| \| 3e \| Jean-Louis Le Ny \| France \| Nice Métropole Côte d'Azur \| + 4 s \| \| 4e \| Paul Penhoët \| France \| Groupama-FDJ \| + 4 s \| \| 5e \| Max Walscheid \| Allemagne \| Cofidis \| + 4 s \| \| 6e \| Jason Tesson \| France \| TotalEnergies \| + 6 s \| \| 7e \| Giovanni Lonardi \| Italie \| Eolo-Kometa \| + 8 s \| \| 8e \| Enrico Zanoncello \| Italie \| Green Project-Bardiani CSF-Faizanè \| + 8 s \| \| 9e \| Dennis van der Horst \| Pays-Bas \| Allinq Continental Cycling Team \| + 8 s \| \| 10e \| Enzo Boulet \| France \| CIC U Nantes Atlantique \| + 8 s \| |                      |           |                                    |       |
| |                      |           |                                    |       |
| |                      |           |                                    |       |
| Classement de l'étape |                      |           |                                    |       |
| Coureur | Coureur              | Pays      | Équipe                             | Temps |
| 1er | Samuele Rivi         | Italie    | Eolo-Kometa                        |       |
| 2e | Davide Gabburo       | Italie    | Green Project-Bardiani CSF-Faizanè | + 1 s |
| 3e | Jean-Louis Le Ny     | France    | Nice Métropole Côte d'Azur         | + 4 s |
| 4e | Paul Penhoët         | France    | Groupama-FDJ                       | + 4 s |
| 5e | Max Walscheid        | Allemagne | Cofidis                            | + 4 s |
| 6e | Jason Tesson         | France    | TotalEnergies                      | + 6 s |
| 7e | Giovanni Lonardi     | Italie    | Eolo-Kometa                        | + 8 s |
| 8e | Enrico Zanoncello    | Italie    | Green Project-Bardiani CSF-Faizanè | + 8 s |
| 9e | Dennis van der Horst | Pays-Bas  | Allinq Continental Cycling Team    | + 8 s |
| 10e | Enzo Boulet          | France    | CIC U Nantes Atlantique            | + 8 s |

| \| Classement général \| Classement général \| Classement général \| Classement général \| Classement général \| \| Coureur \| Coureur \| Pays \| Équipe \| Temps \| \| ------------------ \| ------------------- \| ------------------ \| --------------------------------------- \| ------------------ \| \| 1er \| Paul Penhoët \| France \| Groupama-FDJ \| \| \| 2e \| Søren Wærenskjold \| Norvège \| Uno-X Pro Cycling Team \| + 6 s \| \| 3e \| Scott McGill \| États-Unis \| Human Powered Health \| + 7 s \| \| 4e \| Giovanni Lonardi \| Italie \| Eolo-Kometa \| + 10 s \| \| 5e \| Romain Cardis \| France \| Saint Michel-Mavic-Auber 93 \| + 10 s \| \| 6e \| Diego Pablo Sevilla \| Espagne \| Eolo-Kometa \| + 10 s \| \| 7e \| Rory Townsend \| Irlande \| Bolton Equities Black Spoke Pro Cycling \| + 16 s \| \| 8e \| Bart Lemmen \| Pays-Bas \| Human Powered Health \| + 16 s \| \| 9e \| Filippo Fiorelli \| Italie \| Green Project-Bardiani CSF-Faizanè \| + 16 s \| \| 10e \| Léo Danès \| France \| CIC U Nantes Atlantique \| + 16 s \| |                     |            |                                         |        |
| |                     |            |                                         |        |
| |                     |            |                                         |        |
| Classement général |                     |            |                                         |        |
| Coureur | Coureur             | Pays       | Équipe                                  | Temps  |
| 1er | Paul Penhoët        | France     | Groupama-FDJ                            |        |
| 2e | Søren Wærenskjold   | Norvège    | Uno-X Pro Cycling Team                  | + 6 s  |
| 3e | Scott McGill        | États-Unis | Human Powered Health                    | + 7 s  |
| 4e | Giovanni Lonardi    | Italie     | Eolo-Kometa                             | + 10 s |
| 5e | Romain Cardis       | France     | Saint Michel-Mavic-Auber 93             | + 10 s |
| 6e | Diego Pablo Sevilla | Espagne    | Eolo-Kometa                             | + 10 s |
| 7e | Rory Townsend       | Irlande    | Bolton Equities Black Spoke Pro Cycling | + 16 s |
| 8e | Bart Lemmen         | Pays-Bas   | Human Powered Health                    | + 16 s |
| 9e | Filippo Fiorelli    | Italie     | Green Project-Bardiani CSF-Faizanè      | + 16 s |
| 10e | Léo Danès           | France     | CIC U Nantes Atlantique                 | + 16 s |

### 3eb étape
| \| Classement de l'étape \| Classement de l'étape \| Classement de l'étape \| Classement de l'étape \| Classement de l'étape \| \| Coureur \| Coureur \| Pays \| Équipe \| Temps \| \| --------------------- \| --------------------- \| --------------------- \| --------------------------------------- \| --------------------- \| \| 1er \| Bruno Armirail \| France \| Groupama-FDJ \| \| \| 2e \| Søren Wærenskjold \| Norvège \| Uno-X Pro Cycling Team \| + 10 s \| \| 3e \| Max Walscheid \| Allemagne \| Cofidis \| + 48 s \| \| 4e \| Anthony Perez \| France \| Cofidis \| + 48 s \| \| 5e \| Joël Suter \| Suisse \| Tudor Pro Cycling Team \| + 51 s \| \| 6e \| Mirco Maestri \| Italie \| Eolo-Kometa \| + 51 s \| \| 7e \| Jérémy Cabot \| France \| TotalEnergies \| + 53 s \| \| 8e \| Thibault Guernalec \| France \| Arkéa-Samsic \| + 55 s \| \| 9e \| Tom Sexton \| Nouvelle-Zélande \| Bolton Equities Black Spoke Pro Cycling \| + 57 s \| \| 10e \| Baptiste Veistroffer \| France \| AG2R Citroën Team \| + 1 min 08 s \| |                      |                  |                                         |              |
| |                      |                  |                                         |              |
| |                      |                  |                                         |              |
| Classement de l'étape |                      |                  |                                         |              |
| Coureur | Coureur              | Pays             | Équipe                                  | Temps        |
| 1er | Bruno Armirail       | France           | Groupama-FDJ                            |              |
| 2e | Søren Wærenskjold    | Norvège          | Uno-X Pro Cycling Team                  | + 10 s       |
| 3e | Max Walscheid        | Allemagne        | Cofidis                                 | + 48 s       |
| 4e | Anthony Perez        | France           | Cofidis                                 | + 48 s       |
| 5e | Joël Suter           | Suisse           | Tudor Pro Cycling Team                  | + 51 s       |
| 6e | Mirco Maestri        | Italie           | Eolo-Kometa                             | + 51 s       |
| 7e | Jérémy Cabot         | France           | TotalEnergies                           | + 53 s       |
| 8e | Thibault Guernalec   | France           | Arkéa-Samsic                            | + 55 s       |
| 9e | Tom Sexton           | Nouvelle-Zélande | Bolton Equities Black Spoke Pro Cycling | + 57 s       |
| 10e | Baptiste Veistroffer | France           | AG2R Citroën Team                       | + 1 min 08 s |

| \| Classement général \| Classement général \| Classement général \| Classement général \| Classement général \| \| Coureur \| Coureur \| Pays \| Équipe \| Temps \| \| ------------------ \| ------------------ \| ------------------ \| --------------------------------------- \| ------------------ \| \| 1er \| Søren Wærenskjold \| Norvège \| Uno-X Pro Cycling Team \| \| \| 2e \| Bruno Armirail \| France \| Groupama-FDJ \| + 6 s \| \| 3e \| Joël Suter \| Suisse \| Tudor Pro Cycling Team \| + 55 s \| \| 4e \| Mirco Maestri \| Italie \| Eolo-Kometa \| + 57 s \| \| 5e \| Thibault Guernalec \| France \| Arkéa-Samsic \| + 1 min 00 s \| \| 6e \| Anthony Perez \| France \| Cofidis \| + 1 min 00 s \| \| 7e \| Max Walscheid \| Allemagne \| Cofidis \| + 1 min 03 s \| \| 8e \| Jérémy Cabot \| France \| TotalEnergies \| + 1 min 05 s \| \| 9e \| Arthur Kluckers \| Luxembourg \| Tudor Pro Cycling Team \| + 1 min 10 s \| \| 10e \| Tom Sexton \| Nouvelle-Zélande \| Bolton Equities Black Spoke Pro Cycling \| + 1 min 12 s \| |                    |                  |                                         |              |
| |                    |                  |                                         |              |
| |                    |                  |                                         |              |
| Classement général |                    |                  |                                         |              |
| Coureur | Coureur            | Pays             | Équipe                                  | Temps        |
| 1er | Søren Wærenskjold  | Norvège          | Uno-X Pro Cycling Team                  |              |
| 2e | Bruno Armirail     | France           | Groupama-FDJ                            | + 6 s        |
| 3e | Joël Suter         | Suisse           | Tudor Pro Cycling Team                  | + 55 s       |
| 4e | Mirco Maestri      | Italie           | Eolo-Kometa                             | + 57 s       |
| 5e | Thibault Guernalec | France           | Arkéa-Samsic                            | + 1 min 00 s |
| 6e | Anthony Perez      | France           | Cofidis                                 | + 1 min 00 s |
| 7e | Max Walscheid      | Allemagne        | Cofidis                                 | + 1 min 03 s |
| 8e | Jérémy Cabot       | France           | TotalEnergies                           | + 1 min 05 s |
| 9e | Arthur Kluckers    | Luxembourg       | Tudor Pro Cycling Team                  | + 1 min 10 s |
| 10e | Tom Sexton         | Nouvelle-Zélande | Bolton Equities Black Spoke Pro Cycling | + 1 min 12 s |

### 4eétape
| \| Classement de l'étape \| Classement de l'étape \| Classement de l'étape \| Classement de l'étape \| Classement de l'étape \| \| Coureur \| Coureur \| Pays \| Équipe \| Temps \| \| --------------------- \| --------------------- \| --------------------- \| --------------------------------------- \| --------------------- \| \| 1er \| Marc Sarreau \| France \| AG2R Citroën Team \| \| \| 2e \| Iúri Leitão \| Portugal \| Caja Rural-Seguros RGA \| \| \| 3e \| Paul Penhoët \| France \| Groupama-FDJ \| \| \| 4e \| Rory Townsend \| Irlande \| Bolton Equities Black Spoke Pro Cycling \| \| \| 5e \| Romain Cardis \| France \| Saint Michel-Mavic-Auber 93 \| \| \| 6e \| Max Walscheid \| Allemagne \| Cofidis \| \| |               |           |                                         |       |
| |               |           |                                         |       |
| |               |           |                                         |       |
| Classement de l'étape |               |           |                                         |       |
| Coureur | Coureur       | Pays      | Équipe                                  | Temps |
| 1er | Marc Sarreau  | France    | AG2R Citroën Team                       |       |
| 2e | Iúri Leitão   | Portugal  | Caja Rural-Seguros RGA                  |       |
| 3e | Paul Penhoët  | France    | Groupama-FDJ                            |       |
| 4e | Rory Townsend | Irlande   | Bolton Equities Black Spoke Pro Cycling |       |
| 5e | Romain Cardis | France    | Saint Michel-Mavic-Auber 93             |       |
| 6e | Max Walscheid | Allemagne | Cofidis                                 |       |

## Classements

### Classement général final
| \| Classement général \| Classement général \| Classement général \| Classement général \| Classement général \| \| Coureur \| Coureur \| Pays \| Équipe \| Temps \| \| ------------------ \| ------------------ \| ------------------ \| ---------------------- \| ------------------ \| \| 1er \| Søren Wærenskjold \| Norvège \| Uno-X Pro Cycling Team \| \| \| 2e \| Bruno Armirail \| France \| Groupama-FDJ \| + 6 s \| \| 3e \| Mirco Maestri \| Italie \| Eolo-Kometa \| + 57 s \| \| 4e \| Thibault Guernalec \| France \| Arkéa-Samsic \| + 1 min 00 s \| \| 5e \| Anthony Perez \| France \| Cofidis \| + 1 min 00 s \| \| 6e \| Max Walscheid \| Allemagne \| Cofidis \| + 1 min 03 s \| \| 7e \| Jérémy Cabot \| France \| TotalEnergies \| + 1 min 05 s \| |                    |           |                        |              |
| |                    |           |                        |              |
| Source : ProCyclingStats |                    |           |                        |              |
| Classement général |                    |           |                        |              |
| Coureur | Coureur            | Pays      | Équipe                 | Temps        |
| 1er | Søren Wærenskjold  | Norvège   | Uno-X Pro Cycling Team |              |
| 2e | Bruno Armirail     | France    | Groupama-FDJ           | + 6 s        |
| 3e | Mirco Maestri      | Italie    | Eolo-Kometa            | + 57 s       |
| 4e | Thibault Guernalec | France    | Arkéa-Samsic           | + 1 min 00 s |
| 5e | Anthony Perez      | France    | Cofidis                | + 1 min 00 s |
| 6e | Max Walscheid      | Allemagne | Cofidis                | + 1 min 03 s |
| 7e | Jérémy Cabot       | France    | TotalEnergies          | + 1 min 05 s |

### Classements annexes
| Classement par points | Classement par points | Classement par points | Classement par points | Classement par points |
| Coureur               | Coureur               | Pays                  | Équipe                | Points                |
| --------------------- | --------------------- | --------------------- | --------------------- | --------------------- |

| Classement par points | Classement par points | Classement par points | Classement par points | Classement par points |
| Coureur               | Coureur               | Pays                  | Équipe                | Points                |
| --------------------- | --------------------- | --------------------- | --------------------- | --------------------- |

| Classement de la montagne | Classement de la montagne | Classement de la montagne | Classement de la montagne | Classement de la montagne |
| Coureur                   | Coureur                   | Pays                      | Équipe                    | Points                    |
| ------------------------- | ------------------------- | ------------------------- | ------------------------- | ------------------------- |

| Classement de la montagne | Classement de la montagne | Classement de la montagne | Classement de la montagne | Classement de la montagne |
| Coureur                   | Coureur                   | Pays                      | Équipe                    | Points                    |
| ------------------------- | ------------------------- | ------------------------- | ------------------------- | ------------------------- |

| Classement du meilleur jeune | Classement du meilleur jeune | Classement du meilleur jeune | Classement du meilleur jeune | Classement du meilleur jeune |
| Coureur                      | Coureur                      | Pays                         | Équipe                       | Temps                        |
| ---------------------------- | ---------------------------- | ---------------------------- | ---------------------------- | ---------------------------- |

| Classement du meilleur jeune | Classement du meilleur jeune | Classement du meilleur jeune | Classement du meilleur jeune | Classement du meilleur jeune |
| Coureur                      | Coureur                      | Pays                         | Équipe                       | Temps                        |
| ---------------------------- | ---------------------------- | ---------------------------- | ---------------------------- | ---------------------------- |

| Classement par équipes | Classement par équipes | Classement par équipes | Classement par équipes |
| Équipe                 | Équipe                 | Pays                   | Temps                  |
| ---------------------- | ---------------------- | ---------------------- | ---------------------- |

| Classement par équipes | Classement par équipes | Classement par équipes | Classement par équipes |
| Équipe                 | Équipe                 | Pays                   | Temps                  |
| ---------------------- | ---------------------- | ---------------------- | ---------------------- |

## Évolution des classements
| Étape              | Vainqueur          | Classement général | Classement par points | Classement de la montagne | Classement du meilleur jeune | Classement par équipes |
| ------------------ | ------------------ | ------------------ | --------------------- | ------------------------- | ---------------------------- | ---------------------- |
| 1                  | Søren Wærenskjold  | Søren Wærenskjold  | Søren Wærenskjold     | James Fouché              | Søren Wærenskjold            | Human Powered Health   |
| 2                  | Paul Penhoët       | Paul Penhoët       | Paul Penhoët          | James Fouché              | Paul Penhoët                 | Human Powered Health   |
| 3A                 | Samuele Rivi       | Paul Penhoët       | Paul Penhoët          | James Fouché              | Paul Penhoët                 | EOLO-Kometa            |
| 3B                 | Bruno Armirail     | Søren Wærenskjold  | Paul Penhoët          | James Fouché              | Søren Wærenskjold            | Tudor                  |
| 4                  | Marc Sarreau       | Søren Wærenskjold  | Paul Penhoët          | James Fouché              | Søren Wærenskjold            | Tudor                  |
| Classements finals | Classements finals | Søren Wærenskjold  | Paul Penhoët          | James Fouché              | Søren Wærenskjold            | Tudor                  |